# Bruno Wittenstein
Bruno Wittenstein (* 17. September 1876 in Hamm, Westfalen; † 27. Februar 1968 in Detmold) war ein lippischer Landschafts- und Porträtmaler.

## Leben
Bruno Wittenstein war der Sohn von Karl-Wilhelm Wittenstein und Sophia Berning, die in Hamm die Weinhandlung C. Wittenstein betrieben. Bruno Wittenstein, dessen künstlerische Begabung schon in seiner Schulzeit am Akademischen Gymnasium in Hamm aufgefallen war, begann sein Kunststudium wahrscheinlich an der Kunstakademie in Düsseldorf. 1895 zog er nach Berlin, um an der Universität der Künste bei dem Historienmaler Anton von Werner und den Figurenmalern Paul Hanke und Walter Friedrich zu studieren. Ein Jahr später, 1896, zog Wittenstein nach München, um sein Studium an der Königlichen Akademie der Bildenden Künste fortzusetzen. Durch die Künstler Karl und Ottmar Begas lernte er dort Franz von Lenbach kennen, dessen Porträtkunst großen Einfluss auf Wittenstein hatte. Um die Jahrhundertwende verbrachte Wittenstein ein Jahr in Rom, um dort die alten Meister zu studieren.
1903 ließ sich Bruno Wittenstein auf Einladung seines Bruders Felix als freischaffender Künstler in Detmold nieder und war als Landschaftsmaler und Porträtist tätig. Um seinen Lebensunterhalt zu sichern, erteilte er auch Mal- und Zeichenunterricht in seinem Atelier. Zu seinen Schülern gehörte die norddeutsche Malerin Ingeborg Schwonke, die von ihren Eltern 1935 für mehrere Monate in das Mädchenpensionat Diekmann nach Detmold geschickt worden war, um dort Haushaltsführung zu lernen. 1917 gründete Bruno Wittenstein in Detmold den Lippischen Künstlerbund, dessen Vorsitz er auch zeitweise bekleidete. Weitere Mitglieder des Künstlerbundes waren die Maler August Eberth, Karl Henckel und Ernst Rötteken.
Überliefert ist, dass Bruno Wittenstein besonders zur Zeit der Weltwirtschaftskrise in finanzielle Schwierigkeiten geriet und Mietschulden zum Teil mit Bildern beglich. Wittenstein galt als freundlicher zurückgezogener Mensch, der die Einsamkeit liebte und sich zum Malen gerne in die Natur zurückzog.

## Werk
In Wittensteins Nachlass finden sich vor allem Landschaftsbilder, die er plein air zu malen pflegte. Typisch für Wittensteins Malerei ist sein Naturalismus, der der Neuen Sachlichkeit verpflichtet war, gepaart mit einem nervösen, leicht ekstatischem Pinselstrich. Auch als Porträtmaler hat sich Bruno Wittenstein hervorgetan. So schuf er zahlreiche Porträts, unter anderem ein Bildnis des Komponisten und Schauspielers Albert Lortzing, der ab 1826 (etwa bis 1832) am Detmolder Hoftheater gewirkt hatte. Ebenfalls zur Zeit der Romantik in Detmold ansässig war der Dramatiker Christian Dietrich Grabbe, den Wittenstein posthum porträtierte. Beide Bilder befinden sich heute in der Lippischen Landesbibliothek Detmold. Ein weiteres Porträt existiert von Wilhelm Oesterhaus (1840 – 1927), einem Pädagogen und erstem Dichter in lippischer Mundart, den Bruno Wittenstein noch persönlich gekannt haben dürfte.
1909 übernahm Wittenstein die künstlerische Leitung des Festumzuges zum 1900. Jahrestag der Varusschlacht im Teutoburger Wald, der mit etwa 1000 Statisten und 200 Pferden begangen wurde. Dazu entwarf er die Festumzugswagen und gestaltete Umschlag und Zeichnungen der Festmappe.
Im Auftrag des Fürsten Leopold IV. zu Lippe malte Bruno Wittenstein ein großes historisches Wandbild, welches die Gründung des Lippischen Landtages in Cappel 1538 zeigt. Das Gemälde wurde 1912 fertig und befindet sich heute im Amtsgericht von Detmold. Diese Szene von 1538 wird noch heute gerne von Akteuren in historischen Kostümen nachgestellt.
Ebenfalls im Auftrag des konservativen Fürsten gestaltete Wittenstein farbige Darstellungen von Uniformen des Fürstlich Lippischen Gendarmerie-Korps, die in Hauptmann, später Major und Oberstleutnant Richard Quentins Buch Das Fürstlich-Lippische Gendarmerie-Korps in Herford 1912 erschienen sind.
Zeit seines Lebens blieb Bruno Wittenstein – vielleicht bedingt durch seine akademische Ausbildung – einem naturalistischen Malstil verhaftet. Dennoch blieben ihm die modernen Strömungen der Kunst nicht verborgen und finden beispielsweise in seinem impressionistisch anmutenden Pinselduktus ihren Niederschlag. Wittensteins Streben um seinen ureigenen künstlerischen Ausdruck erlebt in seinem Spätwerk einen Höhepunkt, als er seiner naturalistischen Formenauffassung eine expressionistische Farbigkeit verleiht.